# Schloss Pettersheim

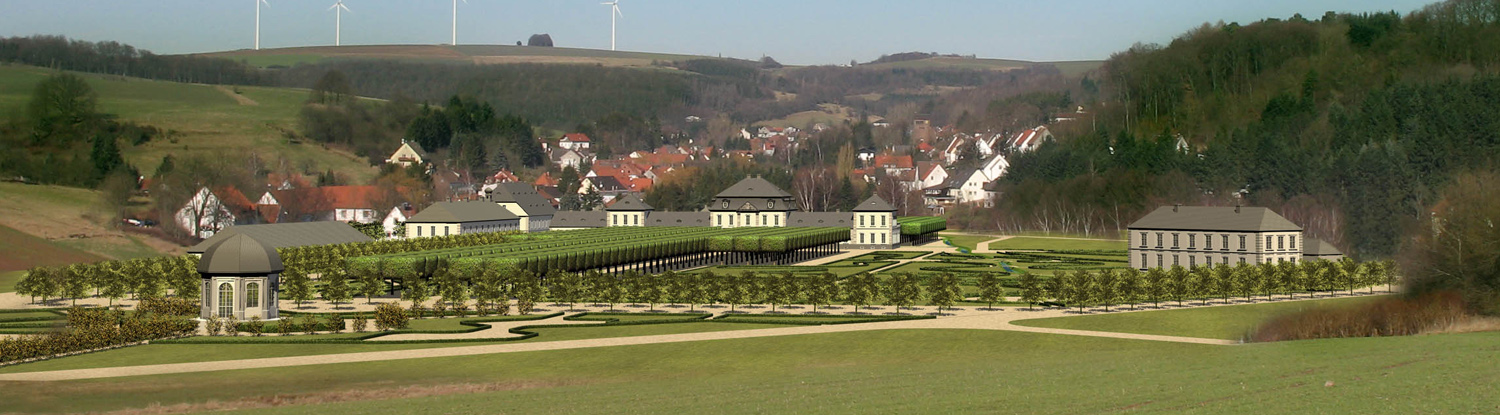
Jagdschloss – Montage in die heutige Ortslage

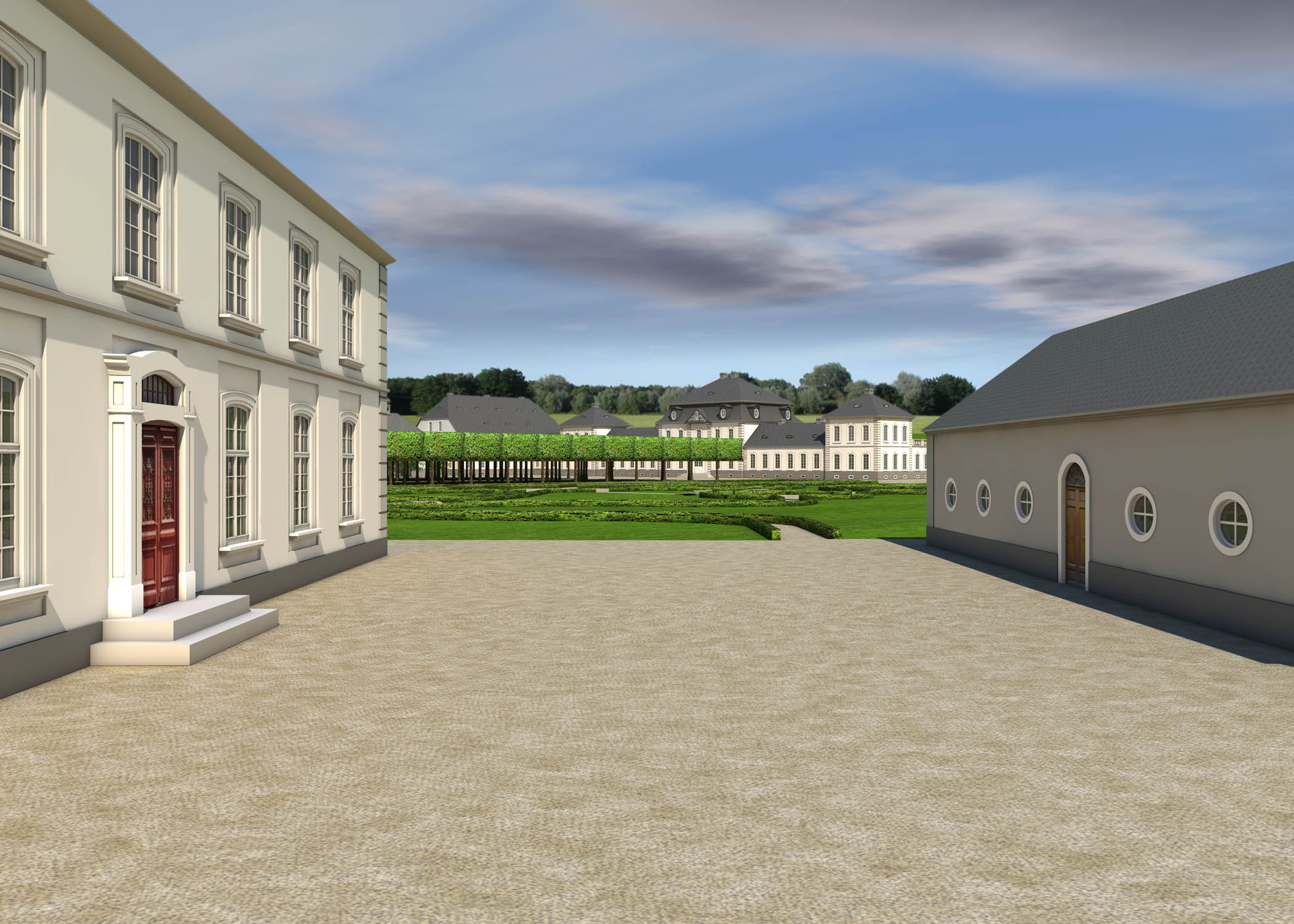
Teilansicht einer digitalen Rekonstruktion vom Pettersheimer Schloss

Das Schloss Pettersheim war ein Jagdschloss in der pfälzischen Gemeinde Herschweiler-Pettersheim. Es gehörte dem Herzogtum Pfalz-Zweibrücken.

## Anlage
Auf dem Gelände war ursprünglich eine Niederungsburg angesiedelt. Möglicherweise handelte es sich dabei um eine Wasserburg. Die spätere Anlage bestand aus dem alten und dem neuen Schloss, die durch einen Flügelbau zusammengebaut waren. Das Schloss besaß zudem eine große Parkanlage, die durch Johann Ludwig Petri errichtet wurde.

## Geschichte
Im elften Jahrhundert wurde die Wasserburg erbaut, 1387 wurde sie erstmals erwähnt. 1539 wurde an die Stelle ein kleines Schloss im Renaissancestil errichtet. Dieses wurde bereits im Jahr 1683 wieder baufällig. 1723 erfolgte ein Neubau, der vom schwedischen Architekten Jonas Erikson Sundahl entworfen worden war.
Bereits in den Jahren 1759 bis 1768 erfolgte jedoch der Abriss fast der gesamten Anlage, während ein neues Jagdschloss an der Stelle errichtet wurde. Dieses wurde 1793 durch Truppen der Französischen Revolution, die sich bis nach Deutschland verbreitet hatte, zerstört.

## Heutiger Zustand
Heute sind nur noch Gebäude des Wirtschaftshofes erhalten.